# Heinrich Steinitz
Heinrich Steinitz (ur. 30 sierpnia 1879 w Bielsku, zm. w październiku 1942 w KL Auschwitz) – austriacki adwokat, pisarz i działacz polityczny żydowskiego pochodzenia.

## Życiorys
Urodził się w Bielsku (dziś Bielsko-Biała) na Śląsku Austriackim w zasymilowanej żydowskiej rodzinie lekarzy. Od 1897 r. studiował nauki prawne na Uniwersytecie Wiedeńskim, zdobywając doktorat w marcu 1902 r. W 1910 r. zdał egzamin adwokacki, po czym pracował krótko jako sędzia, a następnie już jako adwokat. W czasie I wojny światowej walczył na froncie wschodnim i dostał się do rosyjskiego obozu jenieckiego, skąd w 1918 r. uciekł przez Szwecję.
Po powrocie do kraju wstąpił do Socjaldemokratycznej Partii Robotniczej Austrii i działał w radach robotniczych. Pisał wiersze, teksty na imprezy masowe i utwory chóralne, zredagował ponadto opowiadania Heinricha von Kleista. Dużym echem odbiła się praca Steinitza z 1936 Tilman Riemenschneider w niemieckiej wojnie chłopskiej o XVI-wiecznym rzeźbiarzu Tilmanie Riemenschneiderze i jego udziale w wojnie chłopskiej 1524–26; w nazistowskich Niemczech mogła się ona ukazać jedynie pod pseudonimem Karl Heinrich Stein.
Podczas procesu Schutzbundu w 1935 r. i przede wszystkim 
procesu socjalistów w roku następnym Steinitz był głównym doradcą prawnym ruchu robotniczego, występował też jako obrońca m.in. Bruno Kreiskiego i Karla Hansa Sailera. Twierdził wtedy, że niezmienne od 1899 roku postulaty austriackiej socjaldemokracji nie mogły się nagle okazać zdradą stanu. Mimo inwigilacji przez austrofaszystowskie władze jego willa w Hietzing była miejscem spotkań lewicowej opozycji.
Zaraz po anschlussie Austrii, 14 marca 1938 r., Steinitz został aresztowany przez Gestapo i wywieziony do KL Dachau. Później przebywał w Buchenwaldzie, a w październiku 1942 r. deportowano go do Auschwitz, gdzie – jako nieprzydatny do pracy z powodu wieku – kilka dni później zginął.
Budynek gminny (Gemeindebau) w Hietzing nazwany został w 1955 r. Steinitzhof. Wmurowana tam tablica pamiątkowa określa Steinitza jako adwokata wielu prześladowanych.